# Liste der Kulturdenkmale in Beringstedt
In der Liste der Kulturdenkmale in Beringstedt sind alle Kulturdenkmale der schleswig-holsteinischen Gemeinde Beringstedt (Kreis Rendsburg-Eckernförde) aufgelistet (Stand: 10. März 2025).

## Legende
In den Spalten befinden sich folgende Informationen:
- Objekt-ID: die Nummer des Kulturdenkmales
- Lage: die Adresse des Kulturdenkmales und die geographischen Koordinaten. Kartenansicht, um Koordinaten zu setzen. In der Kartenansicht sind Kulturdenkmale ohne Koordinaten mit einem roten Marker dargestellt und können in der Karte gesetzt werden. Kulturdenkmale ohne Bild sind mit einem blauen Marker gekennzeichnet, Kulturdenkmale mit Bild mit einem grünen Marker.
- Offizielle Bezeichnung: Bezeichnung des Kulturdenkmales
- Beschreibung: die Beschreibung des Kulturdenkmales
- Bild: ein Bild des Kulturdenkmales

## Sachgesamtheiten
| Objekt-ID      | Lage                                                                      | Offizielle Bezeichnung | Beschreibung | Bild            |
| -------------- | ------------------------------------------------------------------------- | ---------------------- | --- | --------------- |
| 19195 Wikidata | Ostermühlen 1, 2, 3, Ostermühler Straße 21, 25 (54° 6′ 5″ N, 9° 33′ 5″ O) | Wassermühlen-Gehöft    | Wassermühlen-Gehöft Ostermühlen; auf spätes 15. Jh. zurückgehend, Gebäude zw. 1813 u. 1911; ehemals königlichdänische Erbpachtmühle um 1868 baulich erneuert, bestehend aus ehem. Wassermühle mit Mühlenspeicher (um 1868), Haupthaus von 1813, Altem u. Neuem Kuhstall und Schweinestall um 1900, Abnahmehaus von 1911 und weiteren Nebengebäuden wie Backhaus und Doppelkate. Die Anlage wird von der Mühlenau (Mühlteich mit Damm) und einer Reihe mächtiger Eichen geprägt - Begründung: geschichtlich, Kulturlandschaft prägend - Schutzumfang: Wohn- und Wirtschaftsgebäude, Alter Kuhstall, ehem. Backhaus, Schweinestall, einreihige Eichenallee, vier Hausbäume, Hofzufahrt (Pflasterung) (Ostermühlen 1); Abnahmehaus (Alte Kate) (Ostermühlen 2); Neuer Kuhstall (Ostermühlen 3); sog. Weißes Haus (Doppelkate) (Ostermühler Straße 21); ehem. Wassermühle, ehem. Mühlenspeicher (Ostermühler Straße 25), Mühlendamm, Mühlteich | Fotos hochladen |

## Bauliche Anlagen
| Objekt-ID      | Lage                                               | Offizielle Bezeichnung        | Beschreibung | Bild            |
| -------------- | -------------------------------------------------- | ----------------------------- | --- | --------------- |
| 19196 Wikidata | Ostermühlen 1 (54° 6′ 6″ N, 9° 33′ 4″ O)           | Wohn- und Wirtschaftsgebäude  | Wohn- und Wirtschaftsgebäude; 1813; stattliches reetgedecktes Fachhallenhallenhaus als Haupthaus des Mühlengehöfts, Außenbau und Holzkonstruktion im Innern zu Teilen ergänzt, Nutzungsgliederung und Raumstrukturen ablesbar - Begründung: geschichtlich, Kulturlandschaft prägend - Schutzumfang: gesamtes Objekt - Denkmaltyp: Bauliche Anlage, Sachgesamtheit: Wassermühlen-Gehöft                                       | BW              |
| 19198 Wikidata | Ostermühlen 2 (54° 6′ 4″ N, 9° 33′ 4″ O)           | Abnahmehaus (Alte Kate)       | Abnahmehaus (Alte Kate); 1911; ursprünglich eingeschossiger, jetzt zweigeschossiger Backsteinbau mit flach geneigtem Satteldach, an Ostseite verglaste Holzveranda, rückwärtig eingeschossiger Wirtschaftstrakt - Begründung: geschichtlich, Kulturlandschaft prägend - Schutzumfang: gesamtes Objekt - Denkmaltyp: Bauliche Anlage, Sachgesamtheit: Wassermühlen-Gehöft                                                     | BW              |
| 19199 Wikidata | Ostermühlen 3 (54° 6′ 3″ N, 9° 33′ 4″ O)           | Neuer Kuhstall                | Neuer Kuhstall; um 1900; zweigeschossiger Backsteinbau mit flachem Satteldach, im Innern vierschiffige Struktur aus gusseisernen Säulen, Eisenunterzügen und preußischen Kappen erhalten - Begründung: geschichtlich, Kulturlandschaft prägend - Schutzumfang: gesamtes Objekt - Denkmaltyp: Bauliche Anlage, Sachgesamtheit: Wassermühlen-Gehöft                                                                            | Fotos hochladen |
| 45486 Wikidata | Ostermühler Straße 21 (54° 6′ 13″ N, 9° 32′ 52″ O) | sog. Weißes Haus (Doppelkate) | sog. Weißes Haus (Doppelkate); 2. Hälfte 19. Jh.; eingeschossiger Backsteinbau mit Satteldach, im Innern zwei spiegelbildlich angelegte Wohneinheiten mit innen liegenden Wirtschaftsräumen, bauzeitliche Raumstruktur und Ausstattung gut erhalten - Begründung: geschichtlich, Kulturlandschaft prägend - Schutzumfang: gesamtes Objekt - Denkmaltyp: Bauliche Anlage, Sachgesamtheit: Wassermühlen-Gehöft                 | BW              |
| 19202 Wikidata | Ostermühler Straße 25 (54° 6′ 9″ N, 9° 33′ 1″ O)   | ehemalige Wassermühle         | ehem. Wassermühle; 1851 u. 1868; nördlich des Gutshofes gelegenes Mühlengebäude, eingeschossiger Backsteinbau mit Drempel und traufständigem Satteldach, historische Technik entfernt, westlich Speichergebäude über Brücke angeschlossen - Begründung: geschichtlich, Kulturlandschaft prägend - Schutzumfang: gesamtes Objekt - Denkmaltyp: Bauliche Anlage, Sachgesamtheit: Wassermühlen-Gehöft                           | BW              |
| 19203 Wikidata | Ostermühler Straße 25 (54° 6′ 9″ N, 9° 33′ 1″ O)   | ehemaliger Mühlenspeicher     | ehem. Mühlenspeicher; um 1868; eingeschossiger Backsteinbau unter traufständigem Satteldach mit Schieferdeckung, zur Wasserseite zweigeschossig, Obergeschoss in Fachwerk, ehemals wohl offenes Erdgeschoss jünger vermauert, über Brücke mit Wassermühle verbunden - Begründung: geschichtlich, Kulturlandschaft prägend - Schutzumfang: gesamtes Objekt - Denkmaltyp: Bauliche Anlage, Sachgesamtheit: Wassermühlen-Gehöft | BW              |

## Gründenkmale
| Objekt-ID      | Lage                                      | Offizielle Bezeichnung | Beschreibung | Bild            |
| -------------- | ----------------------------------------- | ---------------------- | --- | --------------- |
| 42383          | Ostermühlen 1 (54° 6′ 37″ N, 9° 32′ 6″ O) | Friedenstraße          | Doppeleiche; 1898; zum 50-jährigen Jubiläum der Schleswig-Holsteinischen Erhebung gepflanzt; mit Gedenkstein - Begründung: geschichtlich, wissenschaftlich, städtebaulich, Kulturlandschaft prägend - Schutzumfang: Doppeleiche, Gedenkstein - Denkmaltyp: Gründenkmal          | Fotos hochladen |
| 19205 Wikidata | Ostermühlen 1 (54° 6′ 3″ N, 9° 33′ 7″ O)  | einreihige Eichenallee | einreihige Eichenallee; auf 18./19. Jh. zurückgehend; Baumreihe entlang des Zufahrtsweges zum Wohn- und Wirtschaftsgebäude - Begründung: geschichtlich, Kulturlandschaft prägend - Schutzumfang: gesamtes Objekt - Denkmaltyp: Gründenkmal, Sachgesamtheit: Wassermühlen-Gehöft | Fotos hochladen |

## Quelle
- Liste der Kulturdenkmale in Schleswig-Holstein – Kreis Rendsburg-Eckernförde

- Karte mit allen Koordinaten:
- OSM |
- WikiMap